# Grabovica (Žepče, BiH)
Grabovica je naseljeno mjesto u sastavu općine Žepče, FBiH, BiH. Do 2001. godine naselje se nalazilo u sastavu općine Maglaj.

## Stanovništvo
Nacionalni sastav stanovništva 1991. godine, bio je sljedeći:
ukupno: 411
- Hrvati - 410
- ostali, neopredijeljeni i nepoznato - 1